# 梁克從
梁克從（？—1642年），字尔徽，號壶岭，河南開封府鄢陵縣人。明朝政治人物。

## 生平
萬曆二十五年丁酉科河南鄉試第十名舉人，二十六年（1598年）联捷戊戌科進士，工部觀政，授陕西盩厔县知县。擢户部主事，未赴，丁内艱歸。三十七年繇知縣行取，陞任禮部祠祭司主事。调吏部考功司主事，四十年调文选司。四十一年升稽勋司员外郎，升验封司郎中，四十二年养病。四十三年補考功司郎中，四十四年调文选司。万历四十五年，由吏部郎中升为太常寺少卿，提督四夷馆。感疾，四十七年子梁廷栋中进士，遂不复出。崇禎十五年左良玉领军赴河南，经过鄢陵，欲屠城，为克從劝阻而去。后携全家至开封，李自成围城，克從以忧虑而卒。九月，河决开封，城陷，家人俱溺死于水。娶韓氏，生子梁廷栋。